# Межа Чандрасекара
Межа Чандрасекара — найбільша теоретично можлива маса білого карлика. Приблизно дорівнює 1,4 M☉.
Названо на честь Субраманьяна Чандрасекара, який теоретично передбачив існування такої межі.
Для зір із масою, що перевищує цю межу, тиск виродженого електронного газу не в змозі врівноважити сили гравітаційного притягання, і зоря протягом охолодження буде стискатися доти, доки електрони її речовини не об'єднаються з протонами ядер, утворивши нейтронну речовину.

## Фізична природа
Попри те, що гравітація найслабша з усіх відомих типів взаємодії, вона завжди призводить до притягання і для тіл великої маси, якими є зорі, може досягати значних величин. Під дією сил тяжіння речовина намагається зменшити свої розміри, чому перешкоджає створений тепловим рухом тиск. Для зоряної речовини, яка перебуває в стані плазми, основний тиск створює газ вільних електронів, які є ферміонами. Коли джерела термоядерної енергії зорі вичерпуються, вона поступово остигає та стискається, і внаслідок збільшення густини, газ електронів стає виродженим. Тиск виродженого газу вже не залежить від температури. Однак при дуже високій густині енергія електронів стає настільки великою, що вони рухаються зі швидкістю, близькою до швидкості світла — вироджений газ електронів стає релятивістським. Тиск релятивістського виродженого газу пропорційний кількості електронів у ньому в степені 4/3, а сили гравітаційного притягання пропорційні квадрату маси речовини (тобто, пропорційно квадрату кількості електронів у ній). Обидві величини однаково залежать від радіуса зорі. Таким чином, при збільшенні маси білого карлика, його розмір зменшується. Крім того, існує межа, коли тиск електронного фермі-газу не в змозі більше врівноважити гравітаційне притягання. Зоря починає стискатися.
Коли енергія релятивістських електронів перевищить різницю мас між протоном і нейтроном, енергетично вигідним стає об'єднання електронів із протонами (з утворенням нейтронів та випромінюванням нейтрино). Нейтрон за такої концентрації електронів стає стабільною частинкою. Тиск електронного газу перестає зростати й відбувається гравітаційний колапс з подальшим спалахом наднової. Результатом є утворення нейтронної зорі.
Отже, зоря з масою, меншою за межу Чандасекара, після вичерпання джерел термоядерної енергії перетвориться на білого карлика, який поступово остигатиме. Зоря з масою, більшою за межу Чандрасекара, має колапсувати.

## Обчислення
Значення межі Чандрасекара (Mch) можна приблизно обчислити за формулою:
{\displaystyle M_{\mathrm {ch} }={\frac {5{,}83}{{\mu }_{\mathrm {e} }^{2}}}M_{\odot }}, де:
- μe — кількість нуклонів на один електрон (залежить від хімічного складу, зазвичай, близько 2)
- M☉ — маса Сонця